# William Wintersole
William Wintersole, auch William Winterside, (* 30. Juli 1931 in Portsmouth, Ohio, Vereinigte Staaten; † 5. November 2019 in Los Angeles; Kalifornien, Vereinigte Staaten) war ein US-amerikanischer Schauspieler.
Wintersole war mit Marlene Silverstein verheiratet und starb am 5. November 2019 im Alter von 88 Jahren in seinem Haus in Los Angeles, Kalifornien, an Krebs.

## Filmographie (Auswahl)
- 1964: The Outer Limits
- 1965: Profiles in Courage
- 1965: Tausend Meilen Staub (Rawhide) (Fernsehserie)
- 1965–1966: Peyton Place (Fernsehserie)
- 1966: Der Mann, der zweimal lebte (Seconds)
- 1966: Blaues Licht (Blue Light)
- 1966: Jericho
- 1966: Auf der Flucht (The Fugitive) (Fernsehserie)
- 1967: Das Tal der Puppen (Valley of the Dolls)
- 1968: Zärtlich schnappt die Falle zu (How to Save a Marriage and Ruin Your Life)
- 1968: Raumschiff Enterprise (Fernsehserie)
- 1967–1968: Der Strafverteidiger (Fernsehserie)
- 1970: Moonfire
- 1970: Bezaubernde Jeannie (Fernsehserie)
- 1970: Ein Sheriff in New York (Fernsehserie)
- 1966–1971: Kobra, übernehmen Sie (Fernsehserie)
- 1972: Squares
- 1975: Die Hindenburg (The Hindenburg)
- 1975: Columbo: Der Schlaf, der nie endet
- 1976: W. C. Fields and Me
- 1976: Leadbelly
- 1978: Coma
- 1980: Agent wider Willen
- 1981–1983: General Hospital (Fernsehserie)
- 1983: Simon & Simon (Fernsehserie)
- 1993: The Secrets of Lake Success
- 1993: … und das Leben geht weiter
- 1986–2011: Schatten der Leidenschaft (Fernsehserie)